# گرینوود، نوا اسکوشیا
گرینوود، نوا اسکوشیا (به انگلیسی: Greenwood, Nova Scotia) یک منطقهٔ مسکونی در کانادا است که در شهرستان کینگز، نوا اسکوشیا واقع شده‌است. گرینوود ۵٬۳۶۹ نفر جمعیت دارد و ۲۸ متر بالاتر از سطح دریا واقع شده‌است.